# ويليام كلايتون (مهندس معماري)
ويليام كلايتون (بالإنجليزية: William Clayton)‏ هو مهندس معماري نيوزيلندي، ولد في 17 نوفمبر 1823، وتوفي في 23 أغسطس 1877.